# Bérulle
Bérulle település Franciaországban, Aube megyében. Lakosainak száma 196 fő (2022. január 1.). Bérulle Paisy-Cosdon, Rigny-le-Ferron, Bœurs-en-Othe, Cérilly, Fournaudin és Aix-Villemaur-Pâlis községekkel határos.

## Népesség
A település népességének változása:
| Lakosok száma | 278  | 240  | 220  | 227  | 254  | 247  | 234  | 206  | 201  | 196  |
|               | 1968 | 1982 | 1990 | 2006 | 2013 | 2015 | 2017 | 2019 | 2020 | 2022 |